# جوزف وایزنبام

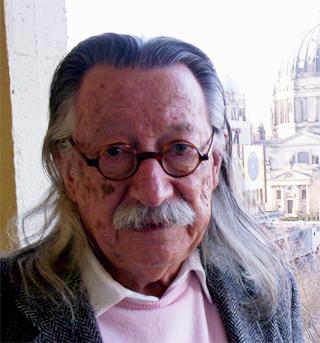
جوزف وایزنبام

جوزف وایزنبام( Joseph Weizenbaum) ( زاده هشتم ژانویه ۱۹۲۳ - درگذشته ۵ مارس ۲۰۰۸) دانشمند علوم کامپیوتر و نظریه‌پرداز آلمانی- آمریکایی بود. او به‌خاطر توسعه ELIZA، یکی از اولین برنامه‌های شبیه‌ساز مکالمه انسان-ماشین، شناخته می‌شود. وایزنبام در اواخر زندگی‌اش به یکی از منتقدان برجستهٔ هوش مصنوعی تبدیل شد و دربارهٔ خطرات بالقوه آن هشدار داد.

## زندگی‌نامه
جوزف وایزنبام در ۸ ژانویه ۱۹۲۳ در برلین، آلمان، به دنیا آمد. خانوادهٔ او در دوران جنگ جهانی دوم به ایالات متحده آمریکا مهاجرت کردند تا از آزارهای نازی‌ها فرار کنند. وایزنبام تحصیلات خود را در علوم کامپیوتر در دانشگاه وین استیت (Wayne State University) در دیترویت آغاز کرد.
پس از اتمام تحصیلات، او در حوزه‌های مختلف علوم کامپیوتر فعالیت کرد، از جمله در پروژه‌های نظامی. اما بیشتر به‌خاطر توسعه ELIZA در دهه ۱۹۶۰ شناخته می‌شود.

## برنامه ELIZA
ELIZA یکی از اولین برنامه‌های پردازش زبان طبیعی بود که توسط وایزنبام در سال ۱۹۶۶ توسعه داده شد. این برنامه قادر بود با کاربران انسانی مکالمه‌ای ساده انجام دهد و به‌ویژه برای شبیه‌سازی یک روان‌درمانگر طراحی شده بود. وایزنبام این برنامه را به‌عنوان یک آزمایش ساخت، اما به زودی متوجه شد که بسیاری از کاربران ELIZA را به‌عنوان یک موجودیت انسانی جدی گرفته‌اند.

## انتقادات از هوش مصنوعی
با وجود اینکه وایزنبام به‌عنوان یکی از پیشگامان هوش مصنوعی شناخته می‌شود، او در دهه‌های بعد به یکی از منتقدان اصلی آن تبدیل شد. در کتاب خود با عنوان Computer Power and Human Reason که در سال ۱۹۷۶ منتشر شد، وایزنبام به انتقاد از ایده‌های افراطی دربارهٔ هوش مصنوعی پرداخت و معتقد بود که ماشین‌ها نباید به تصمیم‌گیری‌های اخلاقی و انسانی وارد شوند.

## میراث
جوزف وایزنبام به‌عنوان یکی از شخصیت‌های مهم در تاریخ علوم کامپیوتر و هوش مصنوعی به یاد مانده است. کارهای او نه‌تنها به پیشرفت‌های اولیه در زمینه هوش مصنوعی کمک کرد، بلکه به پرسش‌های اخلاقی و فلسفی دربارهٔ این فناوری دامن زد. او تا زمان مرگش در ۵ مارس ۲۰۰۸ در برلین، به تدریس و تحقیق در این حوزه ادامه داد.

## آثار منتخب
- Computer Power and Human Reason: From Judgment to Calculation (1976)